# Martensius
Martensius — вимерлий рід казеїдних синапсидів з ранньої пермі Німеччини. Типовим видом є Martensius bromackerensis.